# Fiesta veneciana
Fiesta veneciana (en francés, Les Fêtes Vénitiennes) es un cuadro del pintor francés Jean-Antoine Watteau. Está realizado en óleo sobre lienzo. Mide 56 cm de alto y 46 cm de ancho. Se conserva en la National Gallery de Edimburgo (Reino Unido). 
El título proviene de una copia en grabado debida a Laurent Cars y que se publicó en 1732. Dado que el jardín parece francés, la alusión a la fiesta como "veneciana" se explicaría por el tipo de baile o de vestimenta.
Este cuadro pertenece al tema de las fiestas galantes que había sido definido como nuevo género artístico por el propio Watteau. Se representa una fiesta, con diversos personajes entre los cuales ninguno es el centro, sino que todos son partícipes de un mismo ambiente festivo.
La bailarina principal que ocupa el centro del cuadro sería la actriz Christine Charlotte Desmares, que era amante del Duque de Orléans, con quien había tenido, en 1702, una hija bastarda: Angélique de Froissy.
El bailarín con sombrero negro que se planta frente a ella se ha identificado con Nicolas Vleughels, un pintor flamenco, amigo y casero de Watteau, que llegó a ser director de la Academia de Roma (1725-36). Su vestimenta parece humorística y tal vez se inspira en comediantes italianos, lo que explicaría el título difundido por el grabador Cars.
Detrás de esta pareja que baila el minué están sentados toda una serie de partícipes en la fiesta. El propio pintor se autorretrató sentado, como músico que toca una especie de gaita pequeña llamada musette. Desde la Edad Media, la gaita era reconocida como un instrumento de simbolismo sexual; El Bosco la incluye como tal en su famoso tríptico de El jardín de las delicias. Otro caballero hace la corte a una dama y otras dos damas charlan con un comediante. Detrás de esta línea abigarrada de personas, aún hay otra pareja, que pasea junto a una fuente. 
Watteau acostumbraba a pintar sus personajes basándose en dibujos parciales, que repetía con ligeras variantes en muchas obras.
Watteau trata de manera semejante diversas materias, como el tafetán y el agua, las personas y la estatua, el follaje y los rizos, logrando así dar unidad al cuadro.